# Aida Hadžialić

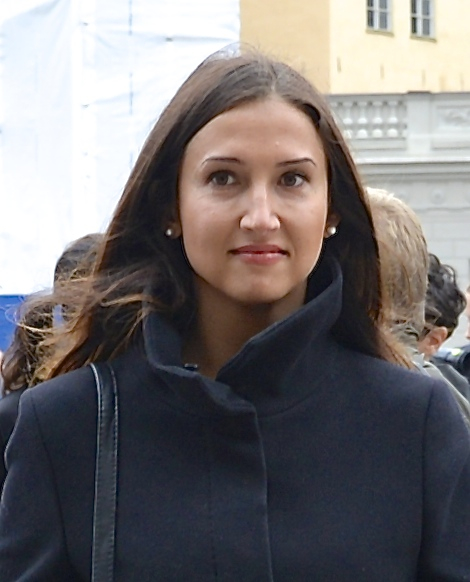
Aida Hadžialić im Oktober 2014.

Aida Hadžialić (* 21. Januar 1987 in Foča; SFR Jugoslawien) ist eine schwedische Politikerin. Sie war von Oktober 2014 bis August 2016 Ministerin für gymnasiale Bildung und Weiterbildung und Mitglied der sozialdemokratischen Arbeiterpartei.

## Werdegang
Aida Hadžialić erhielt als fünfjähriger Kriegsflüchtling mit ihrer Familie Asyl in Schweden.
Sie studierte Jura an der Universität Lund und wurde 2010 stellvertretende Bürgermeisterin der Gemeinde Halmstad.
Hadžialić wurde mit 27 Jahren 2014 die jüngste Ministerin in der schwedischen Geschichte.
Am 13. August 2016 meldete die schwedische Presse, dass sie am 15. August 2016 ihr Rücktrittsgesuch einreichen wird. Grund war eine Anzeige der Polizei wegen Fahrens unter Alkoholeinfluss. Auf der Öresundbrücke zwischen Dänemark und Schweden wurden bei ihr 0,2 Promille Alkoholgehalt im Blut festgestellt, was dem schwedischen Limit für Pkw-Fahrer entspricht. Sie hat sich allerdings dadurch nicht strafbar gemacht, weil die Kontrolle noch auf der dänischen Seite der Brücke vorgenommen wurde, wo seinerzeit eine 0,5-Promille-Grenze galt.
Seit 2022 ist Aida Hadžialić Vorsitzende der Regionalregierung Stockholm und deren Finanzregionalrätin.